# Tsumkwe

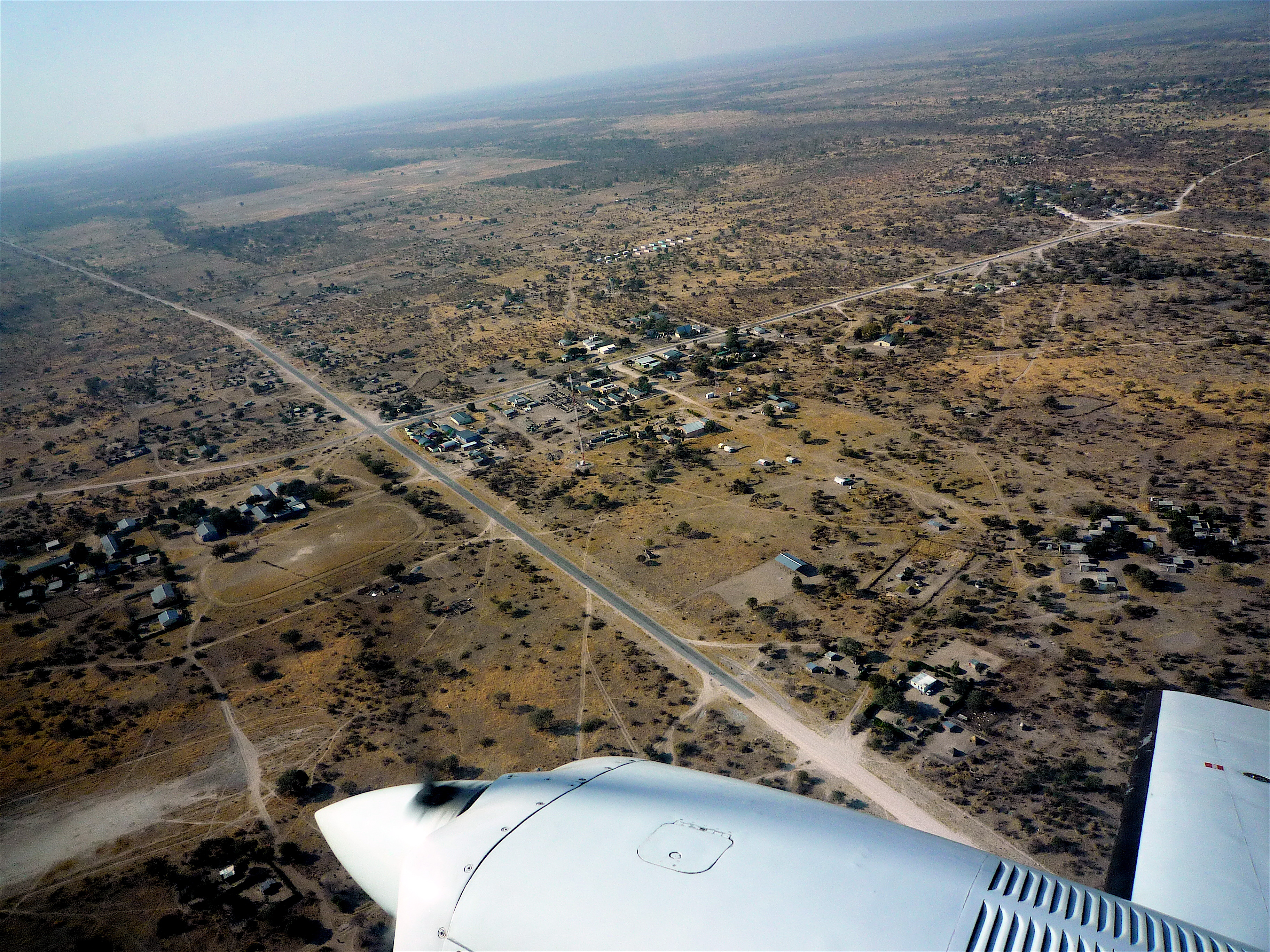
Tsumkwe

Tsumkwe es un pequeño poblado (población en 2001: 550 habitantes) en la región administrativa de Namibia llamada Otjozondjupa.
Los habitantes de la zona son miembros de la etnia san (también conocidos como bosquimanos).
Durante el periodo de ocupación de Namibia (entonces llamado África del Sudoeste) por parte de Sudáfrica, y mientras se aplicaron las políticas de desarrollo separado del apartheid, el pueblo sirvió como capital administrativa del bantustán de Bushmanlandia.
A pesar de su tamaño, todos los mapas de la región muestran a Tsumkwe con un aeropuerto; esto se debe a que durante el conflicto armado en la región (1966-1989) había una base militar del ejército sudafricano en las cercanías del pueblo.
- Datos: Q622379
- Multimedia: Tsumkwe / Q622379